# وزارة الشؤون الدينية والأوقاف (الجزائر)
وزارة الشؤون الدينية الجزائرية أو وزارة الشؤون الدينية والأوقاف هي الفرع الوزاري في الحكومة الجزائرية المكلف عادة بإدارة أو تنظيم الشؤون والشعائر الدينية لسكان الجزائر وفق المرجعية الدينية الجزائرية، وإن كان أغلب نشاطاتها يتعلق بديانة الإسلام كون غالبية الجزائر مسلمون والإسلام الدين الرسمي للبلاد، إلا أنها تشرف على نشاطات معتنقي الديانات الأخرى المعتمدة.

## التسميات
تغيرت تسمية الوزارة، التي تأسست تطبيقا لأحكام المرسوم رقم 65-207 الصادر عام 1965، منذ نشأتها إلى وقتنا الحالي. فعند التأسيس، حملت اسم وزارة الأوقاف إلى غاية 1971 حين توحدت مع التعليم بمسمى «وزارة التعليم الأصلي و الشؤون الدينية». لتنفصل عن التعليم في سنة 1980 وتحمل اسم «وزارة الشؤون الدينية». وفي سنة 2000 أضيفت للتسمية كلمة الأوقاف لارتباط هذا المجال بالشؤون الدينية للجزائريين، صارت تحمل اسم «وزارة الشؤون الدينية والأوقاف».

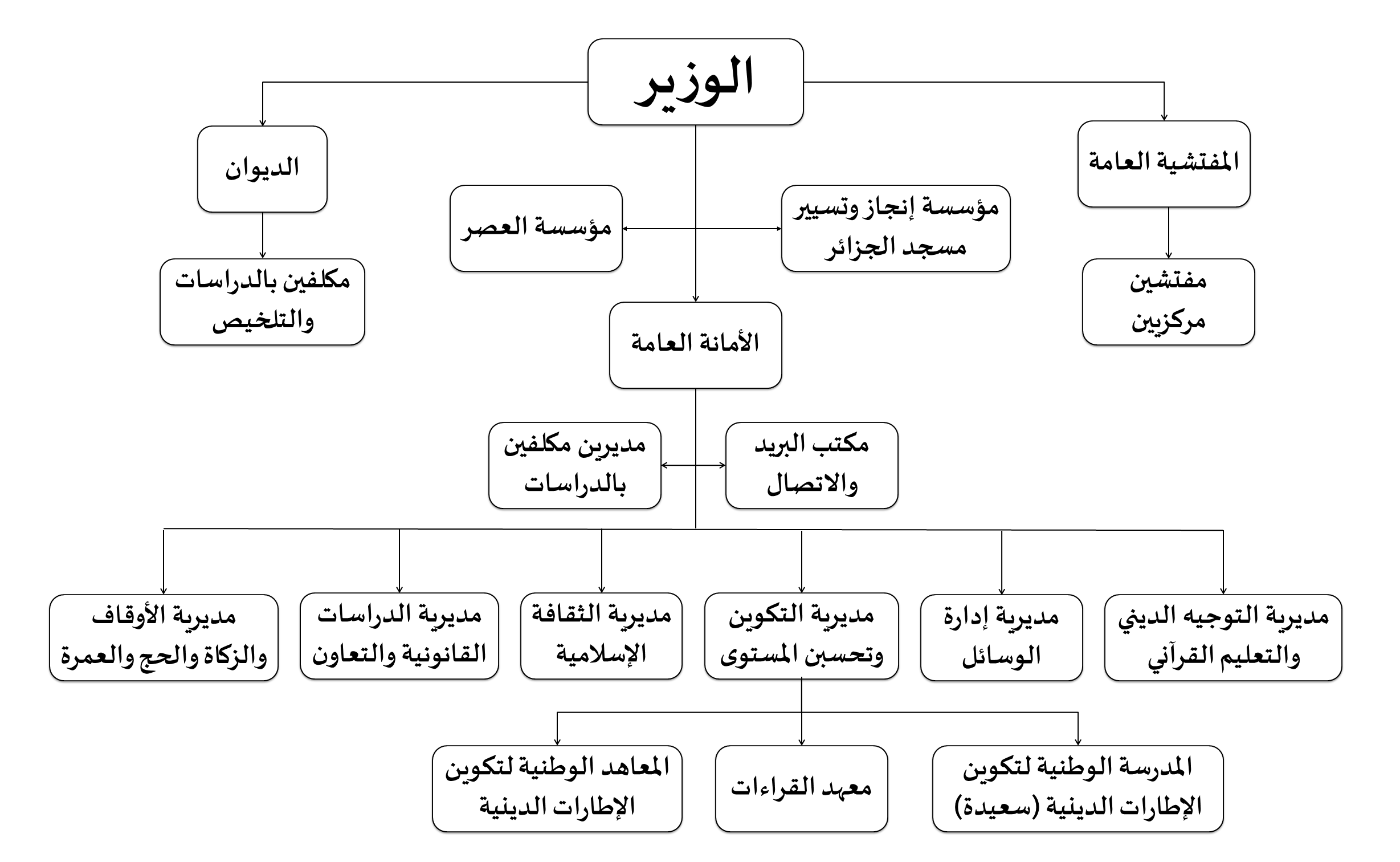
الهيكل التنظيمي لوزارة الشؤون الدينية والأوقاف - الجزائر

## الجهات التابعة
- المرجعية الدينية الجزائرية
- ملتقى الفقه المالكي
- الاتحاد الوطني للزوايا الجزائرية
- المجلس الإسلامي الأعلى
- المجمع الفقهي الجزائري
- المجلس العلمي للإفتاء
- دار الإمام
- دار القرآن
- معهد القراءات
- الوكالة الوطنية لإنجاز وتسيير جامع الجزائر
- اللجنة الوطنية لمراقبة الأهلة
- الديوان الوطني للحج والعمرة

## الوزراء
مر على رأس الوزارة منذ نشأتها العديد من الشخصيات، نذكر منهم :
| بداية          | نهاية          | الوزير                 | الحكومة |
| -------------- | -------------- | ---------------------- | --- |
| 27 سبتمبر 1962 | 2 ديسمبر 1964  | أحمد توفيق المدني      | - حكومة بن بلة الأولى - حكومة بن بلة الثانية |
| 2 ديسمبر 1964  | 10 يوليو 1965  | التيجاني هدام          | - بن بلة 3 - بومدين 1 |
| 10 يوليو 1965  | 1 يونيو 1970   | العربي سعدوني          | - بومدين 2 |
| 1 يونيو 1970   | 8 مارس 1979    | مولود قاسم نايت بلقاسم | - حكومة بومدين الثانية - حكومة بومدين الثالثة - حكومة بومدين الرابعة |
| 8 مارس 1979    | 15 يوليو 1980  | بوعلام باقي            | عبد الغاني 1 |
| 15 يوليو 1980  | 18 فبراير 1986 | عبد الرحمان شيبان      | - عبد الغاني 2 - عبد الغاني 3 - حكومة الإبراهيمي الأولى |
| 18 فبراير 1986 | 9 سبتمبر 1989  | بوعلام باقي            | - الإبراهيمي 2 - حكومة مرباح |
| 9 سبتمبر 1989  | 4 يونيو 1991   | السعيد شيبان           | - حمروش 1 |
| 18 يونيو 1991  | 22 فبراير 1992 | أمحمد بن رضوان         | - غزالي 1 - غزالي 3 |
| 22 فبراير 1992 | 21 أغسطس 1993  | ساسي لعموري            | - غزالي 3 - عبد السلام |
| 21 أغسطس 1993  | 11 أبريل 1994  | عبد الحفيظ أمقران      | - رضا مالك |
| 15 أبريل 1994  | 31 ديسمبر 1995 | ساسي لعموري            | - سيفي 1 - سيفي 2 |
| 31 ديسمبر 1995 | 10 يونيو 1997  | أحمد مراني             | - أويحيى 1 |
| 24 يونيو 1997  | 29 أبريل 2014  | أبو عبد الله غلام الله | - أويحيى 2 - حمداني - بن بيتور - بن فليس 1 - بن فليس 2 - بن فليس 3 - أويحيى 3 - أويحيى 4 - أويحيى 5 - بلخادم 1 - بلخادم 2 - أويحيى 6 - أويحيى 7 - أويحيى 8 - أويحيى 9 - سلال 1 - سلال 2 |
| 29 أبريل 2014  | 1 أبريل 2019   | محمد عيسى              | - سلال 3 - سلال 4 - تبون - أويحيى 10 |
| 1 أبريل 2019   | (ليومنا هذا)   | يوسف بلمهدي            | بدوي |

## وصلات خارجية
- الموقع الرسمي للوزارة